# Osińska Buda
Osińska Buda – wieś w Polsce położona w województwie podlaskim, w powiecie augustowskim, w gminie Nowinka.
| SIMC    | Nazwa   | Rodzaj                          |
| ------- | ------- | ------------------------------- |
| 1010779 | Cisówek | część wsi (zniesiona w 2023 r.) |

W latach 1975–1998 miejscowość administracyjnie należała do województwa suwalskiego.